# Barrie Mabbott
James Barrie Mabbott (* 19. November 1960 in Carterton) ist ein ehemaliger neuseeländischer Ruderer.
Der 1,95 m große Barrie Mabbott vom North Shore Rowing Club in Auckland war bereits 1980 für einen Olympiastart im Vierer mit Steuermann vorgesehen. Wegen des Olympiaboykotts traten die Neuseeländer aber nicht bei den Olympischen Spielen 1980 in Moskau an. Zwei Jahre später startete Mabbott bei den Weltmeisterschaften 1982 in Luzern im Einer und belegte den elften Platz. Im Jahr darauf war er Mitglied des neuseeländischen Achters, der bei den Weltmeisterschaften 1983 in Duisburg den Titel vor den Booten aus der DDR und aus Australien gewann. Bei den Olympischen Spielen 1984 in Los Angeles traten Kevin Lawton, Donald Symon, Barrie Mabbott, Ross Tong und Steuermann Brett Hollister im Vierer mit Steuermann an und belegten im Vorlauf den dritten Platz hinter den Booten aus dem Vereinigten Königreich und den Vereinigten Staaten. Im Hoffnungslauf siegten die Neuseeländer vor dem US-Boot und dem Boot aus der Bundesrepublik Deutschland. Im Finale ergab sich auf den vorderen Plätzen der gleiche Einlauf wie im Vorlauf, es siegten die Briten vor der Mannschaft des Gastgeberlandes und den Neuseeländern.
Zwei Jahre später war Mabbott bei den Weltmeisterschaften 1986 in Nottingham noch einmal mit dem Achter am Start und belegte den siebten Platz. Einen Monat zuvor hatte er mit Ian Wright bei den Commonwealth Games 1986 in Edinburgh die Silbermedaille im Zweier ohne Steuermann und die Bronzemedaille im Achter gewonnen.